# Love Don’t Cost a Thing
«Love Don’t Cost a Thing» (с англ. — «Любовь ничего не стоит») — песня американской актрисы и певицы Дженнифер Лопес для её второго студийного альбома J.Lo (2001). Выпущена 2 декабря 2000 года как лид-сингл с альбома. Авторы песни — Деймон Шарп, Грег Лаусон, Джорджитт Франклин, Джереми Монро и Амиль Д. Харисс; продюсеры — Рик Уэйк, Ричи Джонс и Кори Руни. На момент выхода песни Лопес начала превращаться в секс-символа, и состояла в отношениях с Шоном Комбсом. Лирически, «Love Don’t Cost a Thing» описывается как «исследование любви», в котором Лопес недовольна своим возлюбленным. Это вызвало много анализов СМИ относительно того, относится ли это к Комбсу. В итоге пара рассталась через некоторое время после выхода песни. Критики описывали песню как лёгкую и броскую, а также отмечали за её замысел о любви и коммерческое обращение к женщинам.
«Love Don’t Cost a Thing» получила большой коммерческий успех и стала одной из самых известных песен Лопес. Она попала в топ-10 чартов США, а также других стран включая Австралию, Францию, Германию и Ирландию. Композиция достигла первой строчки в Канаде, Новой Зеландии, Великобритании и других странах. «Love Don’t Cost a Thing» также стала радиохитом и первым синглом Лопес, возглавившим американский радиочарт Hot 100 Airplay. Режиссёром видеоклипа на песню стал Paul Hunter (director), а хореографию разработал Даррин Хенсон. Видео было номинировано на MTV Video Music Awards и ALMA Awards, стало одним из самых просматриваемых клипов года и самым часто запрашиваемым роликом в программе Total Request Live. Этот клип вскоре приобрёл дурную славу в связи с тем, что Лопес вышла замуж за Криса Джадда, одного из танцоров, снявшихся в ролике. Лопес исполняла эту песню на многочисленных мероприятиях, включая премию MTV Video Music Awards 2000 и MTV Video Music Awards 2001 в Нью-Йорке за несколько дней до 9/11.

## Предыстория
Сыграв главную роль в фильме «Селена» (1997), Лопес начала заниматься обустройством сольной музыкальной карьеры, позже подписав контракт с компанией Work Records с помощью Томми Мотолла. Её дебютный альбом, получивший название On the 6 (1999), стал коммерчески успешным и породил хит «If You Had My Love», возглавивший чарт Billboard Hot 100. Это позволило ей начать запись нового материала для второго альбома в апреле 2000. Первоначально альбом планировалось назвать A Passionate Journey. В это время Лопес начала становиться секс-символом, а публика дала ей псевдоним Джей Ло. Это имя известно как псевдоним Лопес и как «публичная персона». Следовательно, она решила назвать новый альбом J.Lo. По словам Лопес, второй альбом более личный и романтичный, чем предыдущий On the 6. «Love Don’t Cost a Thing» впервые была представлена 16 ноября 2000 года. Сингл начал активно ротироваться на американских радиостанциях в середине декабря. Песня вошла в шестое издание американского сборника песен различных исполнителей Now That's What I Call Music!, а также в сборник лучших хитов Дженнифер Лопес Dance Again... the Hits, который вышел 24 июля 2012 года.

## Запись
Идея создания песни принадлежит Грегу Лаусону. Эта идея пришла к нему в июле 2000 года, и он решил, что эта песня идеально подойдёт для Лопес. Он решил назвать её «Love Don’t Cost a Thing», позвонил Деймону Шарпу, сыграл ему песню и напел мелодию. В итоге, она оба стали работать над композицией. Каждый из них написал по одной партии мелодии и текста. Название придумал Лаусон, а Шарп — ключевую строку «Even if you were broke» (с англ. — «Даже если бы ты разорился») в припеве. Также над песней работали авторы Джорджитт Франклин, Джереми Монро и Амиль Д. Харисс. В августе, после того, как была записана демоверсия песни, Шарп послал CD-диск с песней на студию Рика Уэйка в Нью-Йорке. Уэйку понравилась песня, и он показал её Лопес, которой она также понравилась. Немного погодя, полная версия композиции была записана на Sony Studios в Нью-Йорке.

## Музыка и текст песни
«Love Don’t Cost a Thing» — песня в стиле поп и R&B, длительностью три минуты и сорок две секунды (3:42). Основным продюсером песни выступил Рик Уэйк, двумя другими продюсерами стали Ричи Джонс и Кори Руни. Свой вокал Лопес записала вместе с Дэном Хэтзелом и Дэвидом Шейером на Cove City Sound Studios в Глен-Коуве. Вокал смикшировали Хэтзел и Джонс, материнг песни позже сделал Тед Дженсен. Согласно MTV News, «Love Don’t Cost a Thing» продолжает серию любовных исследований Лопес в её музыке начиная с первого сингла «If You Had My Love». Кроме того, элементы песни — «внутреннее обустройство любви». Лирически, это «рассказ об отношениях», которые полны «кредитными карточками и щедрыми подарками»: «Ты думаешь, что я буду требовать обсыпать себя бриллиантами — ошибаешься/ Ты думаешь, что я буду твоей содержанкой — не буду!/ Даже если бы ты разорился/ Моя любовь ничего не стоит». Она также заявляет, что не нуждается в Мерседесе своего возлюбленного, так как она имеет свой.
По сообщению источников, замысел песни основан на двухлетних отношениях Лопес с рэпером и продюсером Шоном Комбсом, который «обсыпал» её дорогими украшениями. Через несколько месяцев после выхода песни, пара рассталась. Во время их отношений, их называли «самой выдающейся хип-хоп-парой». Черил Лью-Льен Тан из газеты The Baltimore Sun пояснила, что причиной разрыва их отношений стал материализм, приведя в пример композицию Комбса It's All About the Benjamins против «Love Don’t Cost a Thing».

## Отзывы критиков
Марк Вейнгартен из Entertainment Weekly похвалил «смелый подтекст» композиции, посчитав, что эта песня — «резкий упрёк мужчинам-хип-хопперам, которые ворчат о том, что их дамы мечтают о бижутерии», при этом назвав её «женским хором поддакивающих девок». Сэл Кинкмэни из журнала Slant назвал песню «дешёвой копией» на «„лёгкий“ R&B», создаваемый продюсером Родни Джеркинсоном. В рецензии к альбому J.Lo, журналист с газеты «Торонто стар» отметил, что Лопес подходят такие «весёлые, эр-энд-бишные треки в быстром темпе» как «Love Don’t Cost a Thing», где «броские хуковые и ударные басовые линии выполняют большую часть работы».
Авторы сайта Crosswalk назвал «Love Don’t Cost a Thing» «весёлой танцевальной песней», и прокомментировал, что «эта песня со своим захватывающим ритмом и знакомыми вокальными риффами имеет кучу молодых девушек, поющих „даже если ты был бы разорён, моя любовь ничего не стоит“». Стивен Томас Эрлевайн с сайта Allmusic назвал песню чарующей, а Билл Лимб с сайта About.com назвал её «лёгкой „сахарной“ поп-музыкой», посчитав, что на неё «сильно повлияли хиты группы Destiny’s Child».